# Atychogryllacris
Atychogryllacris är ett släkte av insekter. Atychogryllacris ingår i familjen Gryllacrididae.
Kladogram enligt Catalogue of Life:
| Atychogryllacris | \| \| Atychogryllacris holdhausi \| \| \| \| \| \| Atychogryllacris infelix \| \| \| \| \| \| Atychogryllacris liberiana \| \| \| \| |
|                  | \| \| Atychogryllacris holdhausi \| \| \| \| \| \| Atychogryllacris infelix \| \| \| \| \| \| Atychogryllacris liberiana \| \| \| \| |
|                  | Atychogryllacris holdhausi |
|                  | |
|                  | Atychogryllacris infelix |
|                  | |
|                  | Atychogryllacris liberiana |
|                  | |